# John Lynch
John H. Lynch (født 25. november 1952) er en amerikansk politiker for det demokratiske parti. Han var guvernør i delstaten New Hampshire, et embede han havde fra 2005 til 2013.